# Lotyšská pravoslavná církev
Lotyšská pravoslavná církev (lotyšsky Latvijas Pareizticīgā Baznīca) je autonomní církev spadající pod jurisdikci Ruské pravoslavné církve.

## Historie

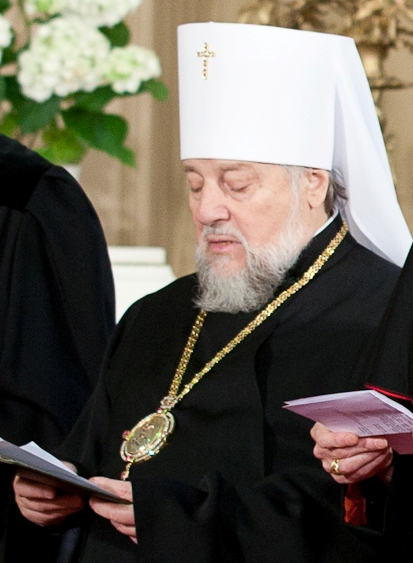
Metropolita Aleksandrs

Pravoslaví se v Lotyšsku objevuje už od 11. století, kdy se sem duchovní pravoslavné církve vydali na misijní cestu z Polocku, ale jejich činnost nepřinesla významné výsledky. V oblastech, kde dominovalo katolictví a luteránství, byli pravoslavní většinou Rusové. Procento populace pravoslavných věřících vzrostlo po anexi Ruského imperia a následně po zavedení lotyšského jazyka jako liturgického jazyka. V druhé polovině 19. století přestoupilo k pravoslaví asi 40 000 luteránů; po zavedení náboženské svobody roku 1905 se pouze 25 % věřících vrátilo ke své původní víře. Roku 1836 byla v Rize vytvořena eparchie Ruské pravoslavné církve.
Během 1. světové války byl veškerý majetek pravoslavné církve zkonfiskován německými okupanty a poté, co Lotyšsko získalo zpět svoji nezávislost, nová vláda nechtěla církev uznat. O uznání církve usiloval metropolita Jan Pommers. Roku 1934 byl zavražděn Lidovým komisariátem vnitřních záležitostí. O rok později se metropolita Augustin Pētersons rozhodl přesunout pod jurisdikci Konstantinopolského patriarchy, protože církev neuznala Ruská pravoslavná církev.
Po 2. světové válce byla církev opět začleněna pod Ruskou pravoslavnou církev, při zachování velké autonomie.

## Struktura
Lotyšská pravoslavná církev je metropole - hlava církve má titul Metropolita Rigy a celého Lotyšska. Je rozdělena do dvou eparchií Riga a Daugavpils (vytvořená roku 2013).
Na území církve se nacházejí dva monastýry: ženský Monastýr Nejsvětější Trojice a svatého Sergeje Radoněžského v Rize a mužský Monastýr Svatého Ducha v Jēkabpilsu.

## Eparchie
- Eparchie daugavpilská
- Eparchie rižská

## Seznam biskupů a metropolitů

### Rižský vikariát pskovské eparchie
- 1836–1841 Irinarch (Popov)
- 1841–1848 Filaret (Gumilevskij) svatořečený

### Eparchie rižská a mitavská
- 1848–1867 Platon (Goroděckij)
- 1870–1874 Veniamin (Karelin)
- 1874–1877 Serafim (Ivanovič Protopopov)
- 1877–1882 Filaret (Filaretov)
- 1882–1887 Donat (Babinskij-Sokolov)
- 1887–1897 Arsenij (Brjancev)
- 1897–1910 Agafangel (Preobraženskij) svatořečený vyznavač
- 1910–1917 Ioann (Xenofontovič Smirnov)
  - 1917–1918 Iosif (Petrovych) dočasný správce svatořečený mučedník
  - 1918–1919 Platon (Kulbusch) dočasný správce svatořečený mučedník
  - 1919–1920 Gennadij (Tuberozov) dočasný správce

### Lotyšská pravoslavná církev
- 1921–1934 Jānis (Pommers) svatořečený mučedník
- 1936–1941 Augustīns (Pētersons)
  - 1941–1943 Sergij (Voskresenskij) dočasný správce
- 1943–1944 Jānis (Garklāvs)

### Eparchie rižská a lotyšská
- - Kornilij (Popov) dočasný správce
- 1947–1951 Veniamin (Fedčenkov)
- 1951–1958 Filaret (Lebeděv)
  - 1958–1961 Ioann (Michajlovič Alexejev) dočasný správce
  - 1961–1962 Alexij (Rüdiger) dočasný správce
  - 1962–1962 Filaret (Denysenko) dočasný správce
- 1962–1966 Nikon (Fomičjov)
- 1966–1966 Alexij (Konopljov)
- 1966–1990 Leonid (Poljakov)

### Lotyšská pravoslavná církev
- od 1990 Aleksandrs (Kudrjašovs)